# Servando Rocha
Pour les articles homonymes, voir Rocha.
 (octobre 2018).
Servando Rocha, né en 1974 à Santa Cruz de La Palma (Îles Canaries, Espagne), est un essayiste et écrivain espagnol. Il est gérant d'une maison d'édition qu'il a fondée, La Felguera.

## Biographie
Servando Rocha est un spécialiste des mouvements avant-gardistes et de la contre-culture européenne et américaine. Il a publié de nombreux essais sur les mouvements artistiques de l'underground comme l'Internationale situationniste ou The Angry Brigade. L'historien américain Greil Marcus (Lipstick traces) a influencé les travaux de Servando Rocha.
Comme musicien, Servando Rocha participe dans des groupes de rock. 
En plus de ses essais, Rocha a publié un roman en 2009, Mirad a vuestros verdugos (en français, Regardez vos bourreaux).
En février 2014, il publie un livre sur la relation entre Kurt Cobain et l'écrivain William Burroughs (Nada es verdad, todo está permitido). La même année, il publie un essai sur les Apaches de Paris.
En avril 2015, Servando Rocha publie El ejército negro, l'histoire des East Bay Dragons, un groupe de motards noirs américains fondé dans les années 1950.
Il a préfacé des auteurs tels que Hakim Bey ou Alan Moore.

## Publications
En français
- La Faction cannibale, une histoire du vandalisme illustrée, Tusitala, 2020.
- Angry Brigade. Contre-culture et lutte explosive en Angleterre (1968-1972), L'Échappée, 2013.

En espagnol
- Todo el odio que tenía dentro, La Felguera editores, 2021.
- Algunas cosas oscuras y peligrosas. El libro de la máscara y los enmascarados, La Felguera editores, 2019.
- La horda. Una revolución mágica, 2017
- El ejército negro, 2015.
- Apaches. Los salvajes de París, La Felguera, 2014.
- Nada es verdad, todo está permitido. El día que Kurt Cobain conoció a William Burroughs, Alpha Decay, 2014.
- La facción caníbal. Historia del vandalismo ilustrado, La Felguera Ediciones, 2012.
- Jim Jones. Prodigios y milagros de un predicador apocalíptico, La Felguera Ediciones, 2011.
- Mirad a vuestros verdugos, La Felguera Ediciones, 2009.
- Nos estamos acercando. Historia de Angry Brigade, La Felguera Ediciones, 2008.
- Agotados de esperar el fin. Subculturas, estéticas y políticas del desecho, Virus Editorial, 2008.
- Historia de un incendio. Arte y revolución en los tiempos salvajes: de la Comuna de París al advenimiento del punk, La Felguera Ediciones, 2006.
- Los días de furia. Contracultura y lucha armada en los Estados Unidos (1960-1985). De los Weathermen, John Sinclair y los Yippies al Black Panther Party y los Motherfuckers, La Felguera Ediciones, 2004.